# Ismael Laguna
Ismael Laguna Meneses (ur. 28 czerwca 1943 w Colón) – panamski bokser, dwukrotny zawodowy mistrz świata kategorii lekkiej.
Rozpoczął karierę boksera zawodowego w 1960. Wygrał pierwsze 27 walk i zdobył tytuł zawodowego mistrza Panamy w wadze piórkowej, zanim przegrał w 1963 z Antonio Herrerą. Później wygrał kolejnych 7 walk (w tym rewanż z Herrerą), a 1 czerwca 1964 w Tijuanie został pokonany przez przyszłego mistrza świata w wadze piórkowej Vicente Saldívara.
Po wygraniu czterech kolejnych walk zmierzył się 10 kwietnia 1965 w mieście Panama w walce o tytuł mistrza świata w wadze lekkiej z dotychczasowym mistrzem Carlosem Ortizem i wygrał niejednogłośnie na punkty (walkę sędziował w ringu były mistrz świata wagi ciężkiej Jersey Joe Walcott). Następnie zremisował w towarzyskiej walce z przyszłym mistrzem świata w wadze junior półśredniej Nicolino Locche. Utracił tytuł, gdy W rewanżu 13 listopada tego roku w San Juan Carlos Ortiz jednogłośnie wygrał na punkty (tym razem sędzią ringowym był inny były mistrz świata w wadze ciężkiej Rocky Marciano).
18 lutego 1966 Laguna pokonał w towarzyskiej walce ówczesnego mistrza świata wagi junior półśredniej Carlosa Hernándeza przez techniczny nokaut w 8. rundzie, a 19 marca tego roku w Quezon City został pokonany, również w towarzyskiej walce, przez ówczesnego mistrza wagi junior lekkiej Flasha Elorde’a na punkty. Później wygrał sześć kolejnych walk, m.in. z Percym Haylesem i Frankie Narvaezem, a 16 sierpnia 1967 w Nowym Jorku po raz kolejny stanął do walki z Ortizem o tytuł mistrzowski w wadze lekkiej, ale przegrał jednogłośnie na punkty. Spośród następnych 15 walk przegrał tylko 1 (z Antonio Espinosą, któremu zrewanżował się w następnym pojedynku), a wśród pokonanych był m.in. ponownie Frankie Narvaez.
3 marca 1970 w Los Angeles Ismael Laguna ponownie został mistrzem świata w wadze lekkiej po pokonaniu przez techniczny nokaut w 9. rundzie obrońcy tytułu Mando Ramosa. 6 czerwca tego roku w Panamie pokonał w obronie tytułu Gutsa Ishimatsu przez techniczny nokaut w 13. rundzie. 15 września World Boxing Council pozbawiła Lagunę tytułu mistrzowskiego, lecz zachował tytuł federacji World Boxing Association. Utracił go 26 września tego roku w San Juan po przegranej niejednogłośnie na punkty z Kenem Buchananem. Później pokonał m.in. przyszłego mistrza świata Chango Carmonę i spróbował odzyskać mistrzostwo w rewanżu z Buchananem 13 września 1971 w Madison Square Garden w Nowym Jorku, jednak przegrał na punkty. Po tej walce ostatecznie wycofał się.
Ismael Laguna został wybrany w 2001 do Międzynarodowej Bokserskiej Galerii Sławy.